# Blek le Rat

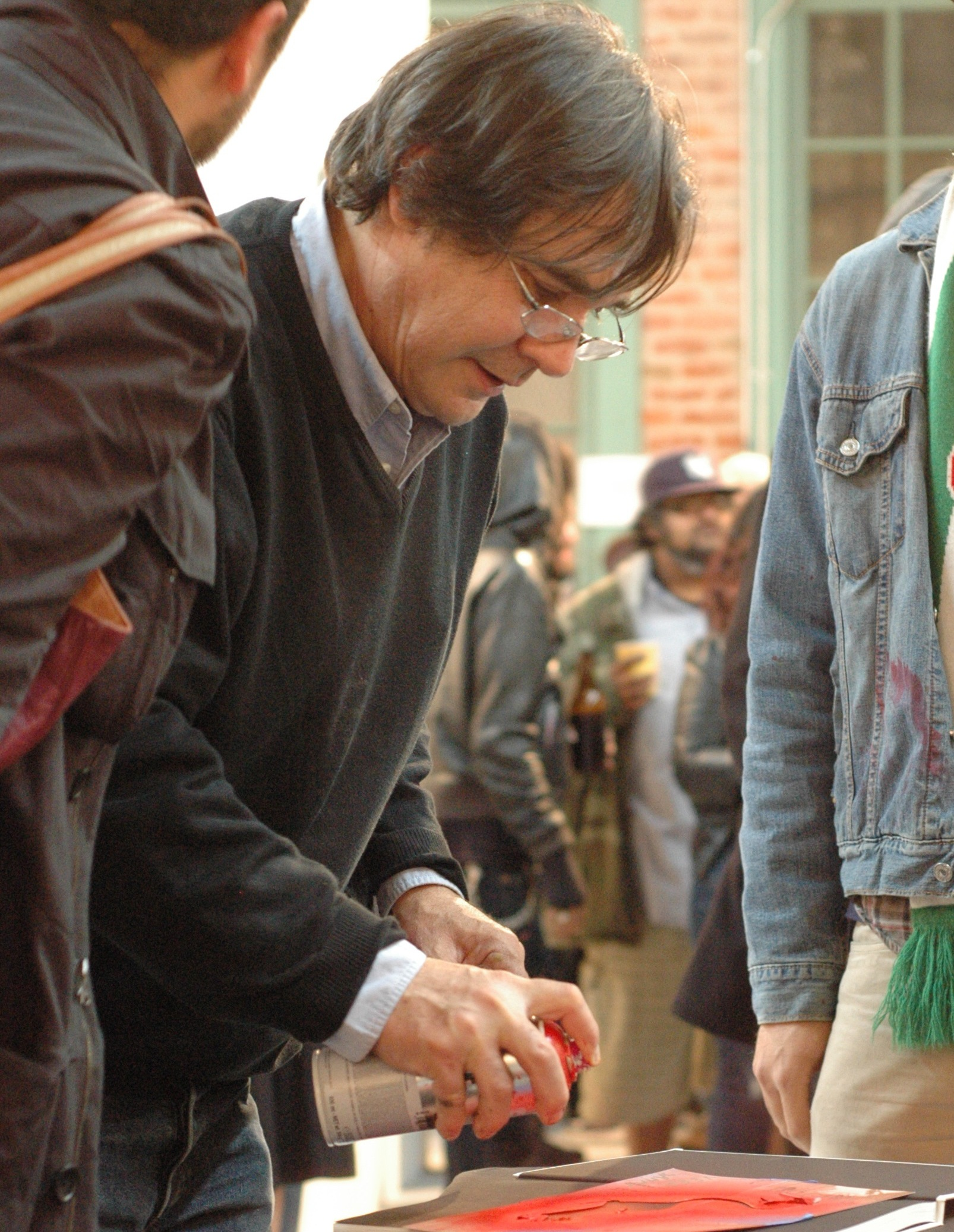
Xavier Prou, 2011

Blek le Rat (* 1951 in Boulogne-Billancourt, Frankreich, bürgerlicher Name: Xavier Prou) gilt als der Urvater der Stencil-Kunst (Streetart) im öffentlichen Raum – obwohl bereits vor ihm Punks diese Technik zur Verbreitung ihrer Graffiti genutzt hatten. Das Pseudonym ist angelehnt an die französische Comicfigur Blek le Roc.
Er studierte Grafik und anschließend Architektur an der Pariser École des Beaux-Arts von 1971 bis 1983.
Blek le Rat begann zunächst zusammen mit seinem Freund Gérard Dumas als Künstlerduo BLEK. Im Oktober 1981 versuchten beide im 14. Arrondissement von Paris in der Rue des Thermopyles, inspiriert durch New Yorker Graffiti-Writing, das Blek le Rat zu Anfang der 1970er Jahre bei einer USA-Reise gesehen hatte, zunächst ein freihändiges Piece zu sprühen, was allerdings in seinen Augen völlig fehlschlug. Daraufhin schlug er vor, Pochoirs anzufertigen, da er sich erinnerte, als Kind auf einer Italienreise mit seinen Eltern kleine Schablonengraffiti mit dem Kopf Mussolinis mit Helm in Padua gesehen zu haben. Fortan arbeitete er mit dieser Technik. Seine ersten Motive waren kleinformatige Arbeiten wie Ratten, Panzer und Bananen.
Blek le Rats künstlerische Weiterentwicklung wurde entscheidend von David Hockneys Film A Bigger Splash beeinflusst. Die Szene, in der Hockney mit Pinsel und Ölfarbe die Figur eines seiner Freunde an die Wand seines Appartements malte, bezeichnet Blek le Rat als das Beeindruckendste, was er jemals gesehen hatte. Während seines Studiums an der Pariser École des Beaux-Arts begegnete er Ernest Pignon-Ernests Plakaten lebensgroßer Zeichnungen und Fotografien anonymer oder berühmter Personen im 6. Arrondissement (Paris), von denen er sich, vor allem hinsichtlich des Ortsbezuges, inspirieren ließ.
Am Ende des Jahres 1983 trennte sich das Duo BLEK und so adoptierte Xavier Prou den Namen BLEK LE RAT.
Ebenfalls 1983 sprühte er seine erste großformatige Schablone, die einen alten auf britische Soldaten schimpfenden Mann mit Schirmmütze aus Nordirland zeigt. Als Motivvorlage diente ein Foto in der französischen Zeitung Libération. Viele weitere großformatige Arbeiten folgten, so z. B. Tom Waits, Joseph Beuys, Andy Warhol, François Mitterrand, Marcel Dassault, Faune, Zentauren, Jesus Christus und diverse Madonnen nach dem Vorbild alter Meister wie Michelangelo oder Caravaggio sowie ein Selbstporträt mit Koffern voller Pochoirs. Blek le Rat selbst sagt zu seinen Arbeiten: „Sie sind meine Gestalten, sie ähneln mir alle irgendwie, sie stellten mich der Welt vor, wie eine Person sich einer anderen vorstellt. Wann immer ich sie auf die Wände malte, hatte ich das Gefühl, einen Teil von mir selbst an den Wänden aller Städte, die ich besuchte, zu lassen.“ Ab 1983 folgten andere Pochoiristen seinem Beispiel. Zur von der französischen Zeitung Le Monde im Jahr 1987 postulierten École de Blek le Rat wurden die Pochoiristen Jérome Mesnager, Marie Rouffet, Thierry Gauthé, Etherno, Epsilon, Miss.Tic und Surface Active gezählt.
Außer in seiner Heimatstadt Paris wirkte er unter anderem in Städten wie Berlin, Köln, Leipzig, Wiesbaden, London, New York, San Francisco, Florenz, Neapel, Lissabon, Buenos Aires, Marrakesch und München.
Ein 1991 entstandenes Schablonengraffito „Madonna mit Kind“, das Blek le Rat seiner großen Liebe, seiner heutigen Ehefrau Sybille, gewidmet hat, wurde Anfang 2012 in Leipzig wiederentdeckt. Es war jahrelang von Plakaten überklebt. Im Sommer 2012 wurde es vom Künstler restauriert und mittlerweile in die sächsische Denkmalliste aufgenommen. Laut Aussage des Künstlers handelt es sich bei dem Werk um die ältesten erhaltenen Spuren seiner Kunst.

Die ikonischen Schablonen der Ratten von Blek le Rat
"Ballerina" von Blek le Rat in der 941 Geary Gallery, San Francisco
"Sheep" von Blek le Rat in der Subliminal Projects Gallery, Los Angeles
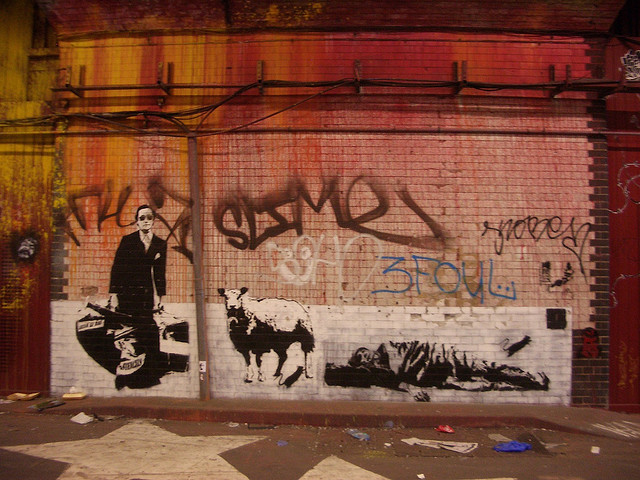
Blek le Rat, London, 2008